# 단감
단감(段龕, ?~357년)은 중국 오호 십육국 시대 선비족의 일파인 단부선비(段部鮮卑)의 수령이다. 전임 수령이었던 단란(段蘭)의 아들이며, 단근(段勤)과 함께 영지(令支)에서 거주하였다.
350년 후조(後趙)의 염민(冉閔)이 염위(冉魏)를 건립한 뒤 중원(中原)이 전란에 휩싸이자 군사를 남쪽으로 진군시켜 진류(陳留)를 점령하였으며, 이후 광고(廣固)를 획득한 뒤 스스로 제왕(齊王)에 올랐다. 이후 351년 동진(東晉)에 귀의하여 진북장군(鎭北將軍)으로 임명된 뒤 제공(齊公)에 봉해졌으나, 독립된 세력을 형성하며 산둥반도 일대에 세력권을 형성하였다.
이후 355년 전연(前燕)의 모용준(慕容儁)이 제위에 오른 것을 비난했으며, 모용준은 이에 격노해 모용각(慕容恪)에게 단부선비를 토벌할 것을 명하였다. 그 뒤 356년 광고가 함락되어 단감은 전연에 항복해 복순장군(伏順將軍)이 되었으며, 357년 항복한 부족민들과 함께 모용준에게 살해되었다.

## 같이 보기
- 선비족
- 중국의 이민족
- 오호
- 단부선비